# شفورهاند

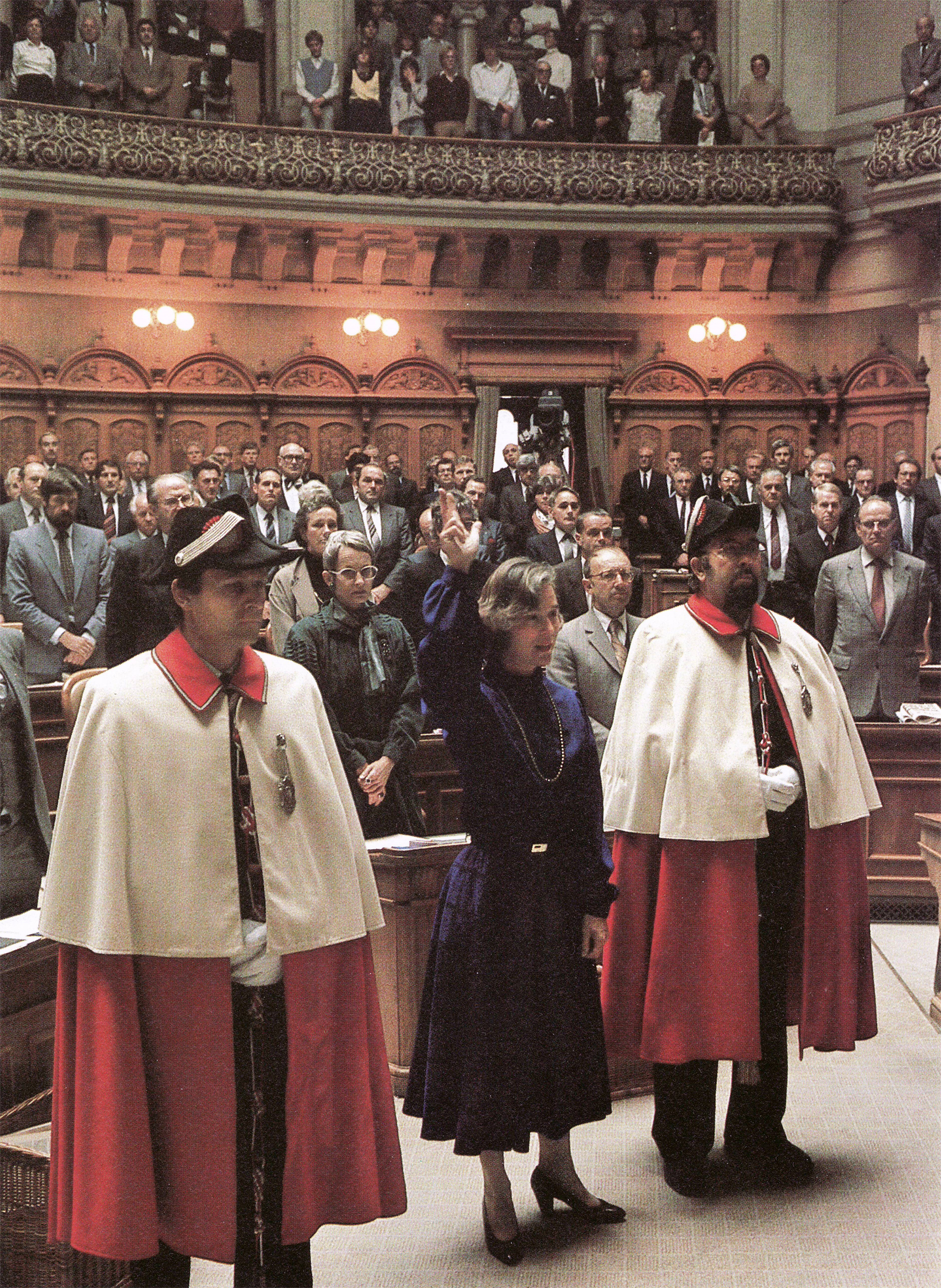
اليمين الدستورية إليزابيث كوب بعد انتخابها في المجلس الفيدرالي السويسري في عام 1984، سويسرا.

شڤورهاند (بالألمانية: Schwurhand) ( تُلفظ بالألمانية: [ˈʃvuːɐ̯hant] ) هي حمولةمة تصور لفتة اليد التي يتم استخدامها في أوروبا الجرمانية والبلدان المجاورة، عند أداء اليمين في المحكمة أو في المكتب أو في أداء اليمين الدستورية. يتم رفع اليد اليمنى، مع السبابة والإصبع الأوسط تمدد صعودا. آخر رقمين من كرة لولبية أسفل النخيل. يظهر الإبهام مجعدًا قليلاً أو مرفوعًا.

## الاستخدام التقليدي
يعود استخدام الإيماءة إلى قرون عديدة. يستخدم المجندون من الحرس السويسري البابوي في مدينة الفاتيكان العلامة عند أداء قسم يمين الولاء للبابا، في احتفال يقام في 6 مايو من كل عام منذ استقالة روما عام 1527. يقال إن استخدام الأرقام الثلاثة يرمز إلى الأشخاص الثلاثة للثالوث المقدس. 

### في سويسرا
تُظهِر تصميمات قسم Rütli Oath أو Rütlischwur ، القسم المؤسس الأسطوري للكونفدرالية السويسرية القديمة في القرن الرابع عشر، المشاركين الذين يستخدمون هذا الإيماء.  عادةً ما يستخدم الأشخاص المنتخبون في الجمعية الفيدرالية السويسرية وفي المجلس الفيدرالي السويسري شوارهاند في أداء القسم (ويقول "أقسم").

## استخدام الشعار
- غوميسفالد ، سويسرا
- غيمبين ، سويسرا
- أنجالا ، فنلندا
- جرستورب ، السويد
- Hommertshausen ، ألمانيا
- أوبراميرجاو ، ألمانيا
- دير هيليجينكروز  [لغات أخرى]‏ ، النمسا

## الاستخدام العسكري

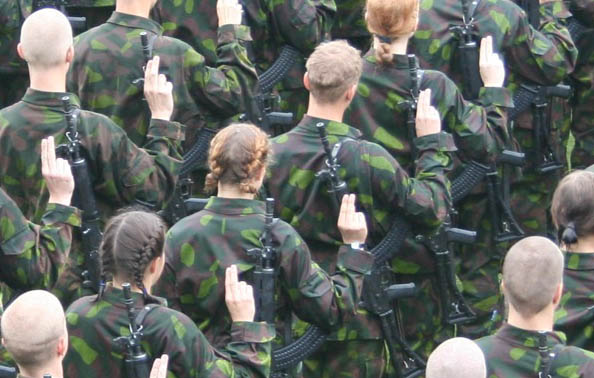
المجندون الفنلنديون والنساء اللواتي يخدمن في الخدمة العسكرية التطوعية يؤدون اليمين العسكرية في عام 2005
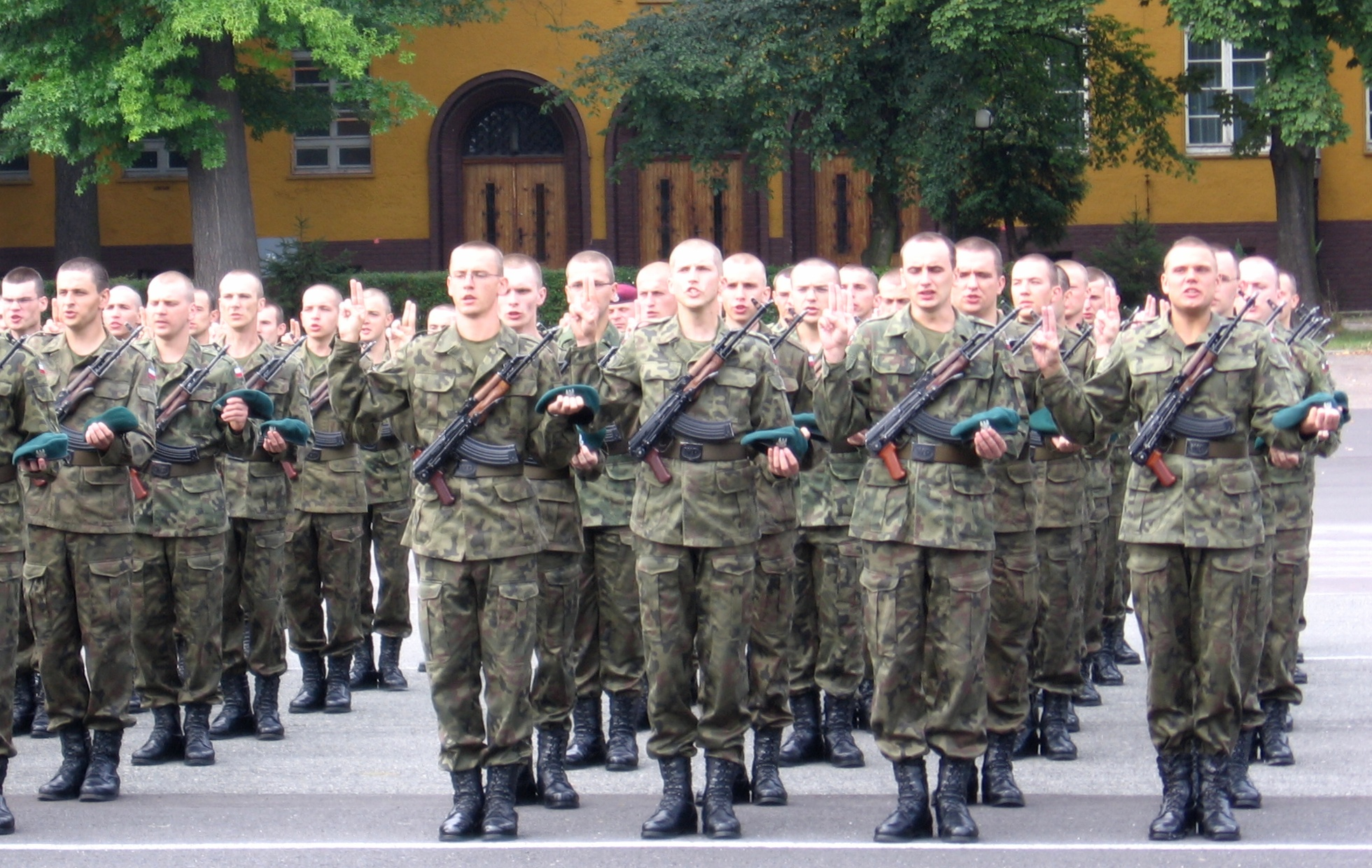
المجندون البولنديون يؤدون اليمين الدستورية
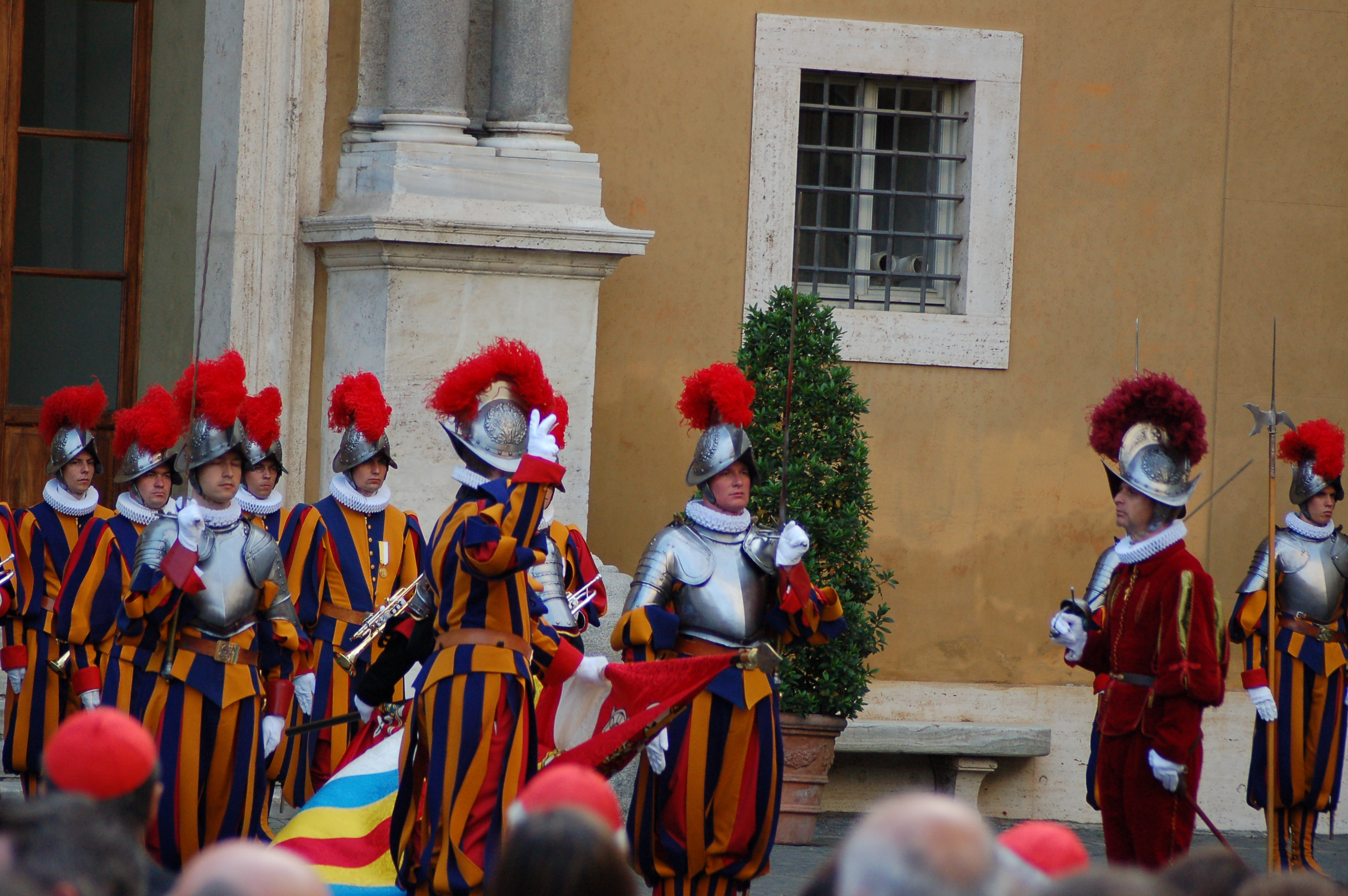
مجند من الحرس السويسري يؤدي اليمين الدستورية
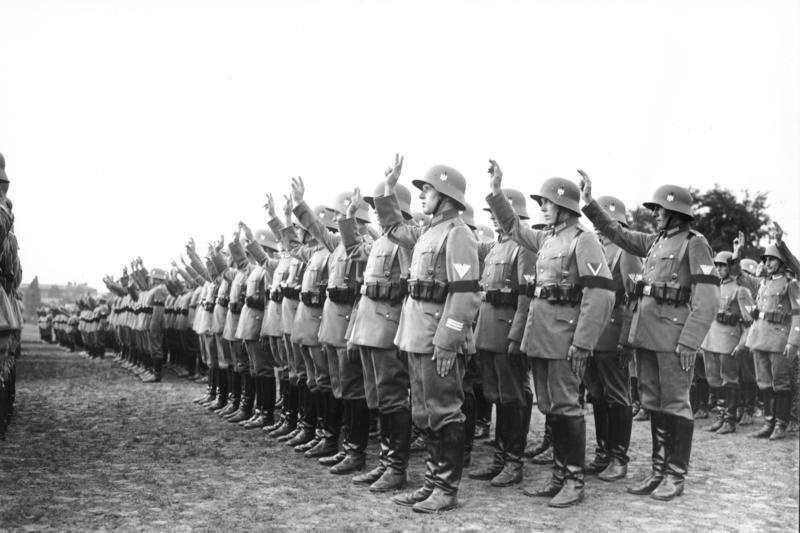
الجنود الألمان الرايخسوفون أقسموا هتلر اليمين في عام 1934